# Tatsumichi Oki
Tatsumichi Oki (大木立道, Ōki Tatsumichi) es un personaje ficticio perteneciente a la franquicia de Battle Royale, originalmente una novela que también cuenta con una adaptación a serie de manga y cine. En la película el papel de Tatsumichi Oki fue interpretado por Gouki Nishimura. En el manga de la traducción inglesa su nombre está escrito como Tatsumichi Ooki.

## Antes del juego
Tatsumichi Oki es uno de los estudiantes de la clase de tercer año del instituto Shiroiwa de la ciudad ficticia de Shiroiwa, en la prefectura de Kagawa. Oki es un muchacho alegre, extrovertido y con una gran facilidad para hacer amigos. El corte de pelo que lleva es de estilo militar. Además, en el último año se convirtió en la estrella del equipo de balonmano.
En el manga, él es un estudiante nuevo en el instituto Shiroiwa.

## En el juego
Muy temprano por la mañana, Oki se topa con Shuya Nanahara y Noriko Nakagawa. Oki está en un camino de la montaña norte, a unos pocos metros donde Nanahara y Nakagawa se han ocultado. Cuando Nanahara nota que hay alguien cerca, involuntariamente saca su arma (un cuchillo militar) en posición de defensa y esto lleva a Oki a intentar atacarlos con su arma, un hacha.
En el manga, Oki tiene un machete sale de unos arbustos que hay en el claro de la montaña norte, donde Nanahara y Nakagawa se ocultaron. Oki los sorprende cuando corta sus mochilas que les ha dado el encargado de llevar el juego adelante. Entonces, Oki se queda parada enfrente de ellos, y Nanahara, pensando que lo atacó por miedo, intenta persuadirlo diciéndole que son amigos y que se una a ellos. Entonces Oki los ataca, revelando que ha perdido la cabeza.

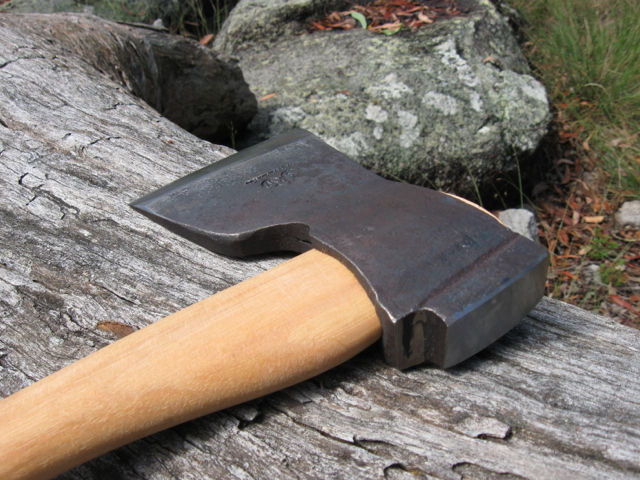
El arma asignada a Oki en el programa fue un hacha.

En la película, Oki salta de un arbusto mientras Nanahara y Nakagawa van caminando, ya que acaban de salir de una zona de peligro.

## Destino
Para evitar que los mate, Nanahara empieza a pelear con Oki. La lucha les lleva a rodar colina dando muchas vueltas. Después de varias vueltas acaban en los pies de la colina, Nanahara se levanta y ve con horror como el arma de Oki se le ha incrustado en su cara (mientras que en la película se lo clava en la parte superior del cráneo). Aunque Oki es un chico tranquilo y amigable, es uno de los muchos estudiantes que se vuelven locos por las condiciones extremas de la isla.
Yuko Sakaki es testigo de la lucha entre Nanahara y Oki y de la muerte de este último malinterpretando esto como un asesinato a sangre fría por parte de Shuya. Esto después llevara a la muerte al grupo de chicas de Yukie Utsumi en el faro.